# El usurpador
El usurpador é uma telenovela mexicana, produzida pela Televisa e exibida em 1969 pelo Telesistema Mexicano.

## Elenco
- Jorge Lavat - Octavio "El usurpador"
- Magda Guzmán - María
- Raúl Dantés
- Magda Guzmán
- Noé Murayama
- Gloria Leticia Ortiz
- Raúl "Chato" Padilla
- Adriana Roel